# بیمارستان سلامت زنان و کودکان آنمد
بیمارستان سلامت زنان و کودکان آنمد (به انگلیسی: AnMed Health Women's & Children's Hospital) بیمارستانی در ایالات متحده آمریکا است و دارای ۷۲ تخت است.